# Venceslau Brás
Venceslau Brás Pereira Gomes (Brasopolis (Minas Gerais), 26 februari 1868 - Itajuba (Minas Gerais), 15 mei 1966) was een Braziliaans politicus en president van 1914 tot 1918. In 1909 was hij gouverneur van zijn geboortestaat Minas Gerais en in 1910 werd hij verkozen tot vicepresident van Hermes da Fonseca. Tijdens zijn regeerperiode als president verklaarde hij in oktober 1917 de oorlog aan de Centrale mogendheden. Hij is met zijn 98 jaar de langstlevende Braziliaanse president.
Deodoro da Fonseca ·
Peixoto ·
Morais ·
Campos Sales ·
Alves ·
Pena ·
Peçanha ·
Fonseca ·
Brás ·
Alves ·
Moreira ·
Pessoa ·
Bernardes ·
Luís ·
Prestes ·
(Junta van 1930) ·
Vargas ·
Linhares ·
Gaspar Dutra ·
Vargas ·
Café Filho ·
Luz ·
Ramos ·
Kubitschek ·
Quadros ·
Ranieri Mazzilli ·
Goulart ·
Ranieri Mazzilli ·
Castelo Branco ·
Costa e Silva ·
(Junta van 1969) ·
Garrastazu Médici ·
Geisel ·
Figueiredo ·
Neves ·
Sarney ·
Collor ·
Franco ·
Cardoso ·
Lula da Silva ·
Rousseff ·
Temer ·
Bolsonaro ·
Lula da Silva
- Biblioteca Nacional de España: XX5386614
- Gemeinsame Normdatei: 1049350596
- International Standard Name Identifier: 0000 0000 2228 3196
- Library of Congress Control Number: n82078024
- Nederlandse Thesaurus van Auteursnamen: 074792717
- Virtual International Authority File: 11191514
- WorldCat: E39PBJtmmRqjq9v9K4rvKctHYP